# Islam im Jemen
Der Islam ist im Jemen die Religionszugehörigkeit der absoluten Mehrheit der Bevölkerung. Die vorherrschenden islamischen Richtungen im Jemen sind die sunnitischen Schafiiten und die schiitischen Zaiditen. Daneben gibt es eine kleine Minderheit von ebenfalls schiitischen Taiyibī-Ismailiten. Der Sufismus war in der frühen Neuzeit weit verbreitet, ist aber heute auf den Hadramaut beschränkt. Im 20. Jahrhundert haben sich verschiedene moderne Bewegungen verbreitet wie die Muslimbrüder, den Salafismus  und die Huthi-Bewegung.

## Religiöse Situation im vorislamischen Jemen

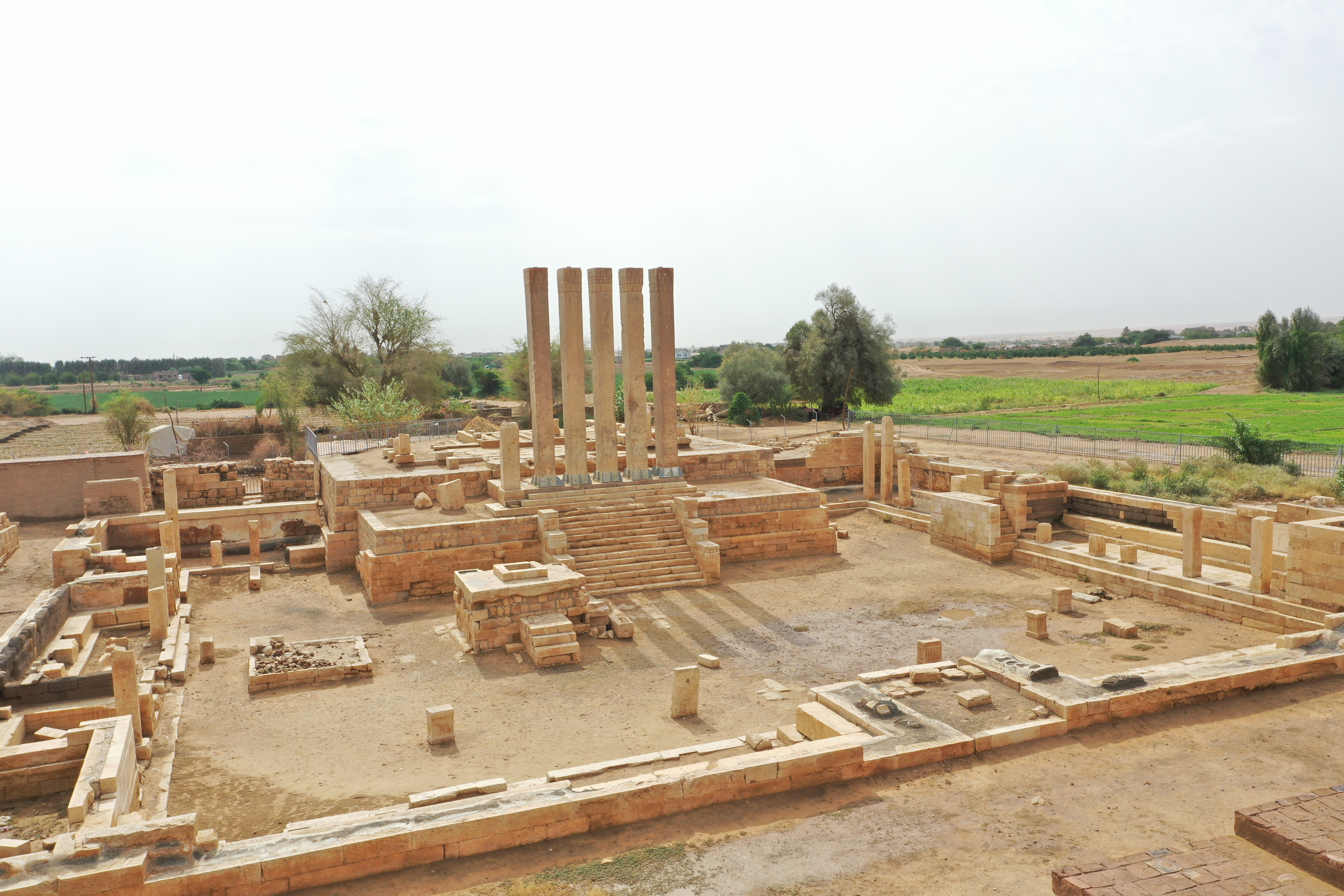
Der Baran-Tempel, ein vorislamisches Heiligtum in Ma'rib

Die vorislamische Geschichte der arabischen Halbinsel zeichnet sich durch eine tribal geprägte Gesellschaft aus. Die soziale Struktur basierte hauptsächlich auf Stämmen, die eine zentrale Rolle im Leben der Menschen spielten. Unter den arabischen Stämmen gab es ein großes Machtgefälle. Einige waren eher schwach, andere hatten schon lange vor dem Islam eigene Staatswesen gegründet, wie etwa die Kinda und Himyar in Südarabien. Die religiöse Landschaft war insgesamt sehr vielfältig, Polytheismus war weit verbreitet. Ein arabisches Heiligtum von überragender Bedeutung war die Kaaba in Mekka, in dessen Innerem sich ein Standbild des Gottes Hubal befand. Ein Heiligtum von ähnlich großer Bedeutung befand sich in dem südwestarabischen Ort Tabāla zwischen Mekka und dem Jemen. Hier verehrten die Stämme der Daus, Chathʿam und Badschīla die Gottheit Dhū l-Chalasa in Gestalt eines Kultsteins. Aufgrund seiner Beliebtheit als Wallfahrtsziel wurde das Heiligtum auch als die „südliche Kaaba“ (al-Kaʿba al-yamānīya) bezeichnet, im Gegensatz zur „nördlichen Kaaba“ (al-Kaʿba aš-šāmīya) in Mekka.
Daneben waren ab dem 5. Jahrhundert auch das Judentum, Christentum und der Zoroastrismus im Südwesten der arabischen Halbinsel präsent. Das persische Sassanidenreich hatte einen erheblichen Einfluss auf die Verbreitung des Judentums in der Region, das Christentum wurde durch das äthiopische Reich von Aksum gefördert. Unter seinem Einfluss wurde Nadschran im nördlichen Jemen zu einem Zentrum des Christentums. Etwa um 525 eroberte ein aksumitisches Heer im heutigen Äthiopien den Jemen. Der seit ca. 535 im Jemen herrschende aksumitische Vizekönig Abraha ließ an mehreren Orten Kirchen errichten, in seiner Hauptstadt Sanʿāʾ erbaute er eine Kathedrale. Offensichtlich empfand er das heidnische Heiligtum von Mekka als Konkurrenz. Das lässt sich daran erkennen, dass er um die Mitte des 6. Jahrhunderts einen Feldzug unternahm, um dieses unter seine Kontrolle zu bekommen. Bei diesem Feldzug, der letztendlich scheiterte, soll er Elefanten mitgeführt haben. Das Ereignis war so bedeutend, dass die Araber nach diesem Jahr des Elefanten die Zeit datierten. Auch im Koran wird dieses Geschehen gespiegelt (vgl. Sure 105). Die Sassaniden stationierten im Jemen eigene Soldaten und trugen somit ebenfalls zur religiösen Vielfalt bei, denn diese Soldaten waren überwiegen Zoroastrier. Im Staat der Himyar, wo Judentum und Christentum besonders verbreitet waren, wurde der monotheistische Gott verehrten.
Durch Juden- und Christentum fand in dieser Zeit auch der Monotheismus Eingang in die religiöse Vorstellungswelt der Araber. Der monotheistische Gott wurde in Südarabien unter den Namen ilahan sowie rḥmnan (von jüdisch-aramäisch raḥmānā) angerufen und in offiziellen Inschriften des Staates Himyar unter beiden Namen genannt. Beide Namen haben als Bezeichnung für den Einen Gott in etwas veränderter Form, Allāh (von al-ilāh „der Gott“) und ar-Rahmān, auch Eingang in den Islam gefunden.
Mit dem Islam kam der Jemen erstmals in den 620er Jahren in Berührung, als einzelne Jemeniten wie Abū Huraira und Abū Mūsā al-Aschʿarī nach Medina auswanderten und sich dem Propheten Mohammed anschlossen. Bis zum Frühjahr 630 stand der Jemen aber noch nicht unter der Kontrolle Mohammeds. Das lässt sich daran erkennen, dass nach der Eroberung Mekkas im Januar 630 ein wichtiger Gegner des Propheten, ʿIkrima ibn Abī Dschahl in den Jemen flüchtete. Kurz danach sandte Mohammed Briefe an die im Jemen lebenden Stämme und forderte sie auf, den Islam anzunehmen. Außerdem sandte Mohammed mehrere seiner Gefährten, unter anderem Muʿādh ibn Dschabal in den Jemen, um dort die Sadaqa einzusammeln. Muʿādh baute in seiner Residenzstadt al-Dschanad nördlich von Ta'izz eine Moschee. Auf Befehl soll in dieser Zeit auch schon die Große Moschee von Sanʿāʾ errichtet worden sein. Als Muhammad nach Medina zurückkehrte, verschlechterte sich sein Gesundheitszustand erheblich. Am 8. Juni 632 starb er.

## Aufstieg des Islams im Jemen
Nach dem Tode des Propheten setzte bei den Stämmen der Arabischen Halbinsel eine breite Absetzbewegung ein, die in den Quellen als Ridda-Kriege bezeichnet wird. Im Jemen etablierte sich der Gegenprophet al-Aswad al-ʿAnsī, der in kurzer Zeit weite Gebiete Südarabiens unter seine Kontrolle bringen konnte. Er trat wie Mohammed im Namen Allāhs auf und verstand es, Ressentiments gegen die neue Abhängigkeit von Medina für seine Sache auszunutzen. Diejenigen Stämme, die sich der Ridda-Bewegung anschlossen, weigerten sich, weiterhin die Zakāt zu zahlen. Der erste Kalif Abū Bakr sandte gegen die Aufständischen im Jemen eine Armee unter dem Kommando von ʿIkrima ibn Abī Dschahl und al-Muhādschir ibn Abī Umaiya aus. Folglich kam es zu Kämpfen im Jemen. Fast die gesamte Bevölkerung nahm den Islam an, mit Ausnahme einiger jüdischer und christlicher Gemeinden. Besonders erbitterten Widerstand leisteten die Kinda unter ihrem letzten Stammeskönig al-Aschʿath ibn Qais. Mit der Einnahme ihrer Festung Nudschair im Hadramaut endete die Ridda-Bewegung.
Jemenitische Stämme spielten danach eine führende Rolle in den arabisch-islamischen Eroberungsfeldzzügen im Vorderen Orient und siedelten sich mit ihren Familien in den eroberten Städten an. Als der zweite Kalif ʿUmar ibn al-Chattāb 638 Jerusalem für die Muslime in Besitz nahm, war es ein zum Islam übergetretener Jude aus dem Jemen, Kaʿb al-Ahbār, der ihn begleitete und anschließend den Tempelberg reinigte. Für den Jemen ergab sich durch die Eroberungszüge ein großer Verlust seiner politisch und kulturell aktiven Bevölkerung.
In zwei jemenitischen Städten, al-Dschanad und Sanʿāʾ, entstanden bedeutende Stätten der islamischen Traditionsgelehrsamkeit. In Sanʿāʾ war Wahb ibn Munabbih (654–732) aktiv, der auch Qādī der Stadt war. Er galt als ein Kenner biblischer Überlieferung und zog diese für die Auslegung der koranischen Prophetengeschichten heran. Zu den bedeutendsten Vertretern der Traditionsschule von Sanʿāʾ gehörte ʿAbd ar-Razzāq as-Sanʿānī (744–827).
Nach dem Tod von ʿUmar trat ʿAlī als sein Nachfolger auf, seine Tötung brachte eine mehrjährigen Periode der Zwietracht über die islamische Gemeinschaft, die in den arabischen Quellen als Fitna („Versuchung“) bezeichnet wird.
Bereits früh drangen oppositionelle Richtungen neben dem sunnitischen Islam in den Jemen ein, dessen Gebirge ihnen Rückhalt boten. Die Größe der charidschitischen Armee schwoll, ab circa 685, unterdessen immer weiter an. Eine charidschitische Bewegung bildete sich auf der Arabischen Halbinsel. Der Charidschit Nadschda ibn ʿĀmir trat 686 in al-Yamāma in Ostarabien als Führer einer Gruppe von Charidschiten hervor und konnte ein großes Gebiet, darunter Teile des Jemen und Hadramauts im Süden, unter seine Herrschaft bringen. In Sanʿāʾ spielten frühe islamische Gelehrte eine wichtige Rolle bei der Verbreitung der islamischen Tradition, darunter der Traditionierer und Koranexeget ʿAbd-ar-Razzāq.
In den 730er Jahren hatte sich eine neue Strömung gebildet, die auf religiös-politischen Ausgleich bedacht war. In den verschiedenen Außenposten der ibaditischen Gemeinde kam es ab 745 zu Aufständen. Im Hadramaut wurde 746 ein erstes ibaditisches Imamat begründet, dessen Truppen 747 Sanʿāʾ, die Hauptstadt Südarabiens, sowie Mekka und Medina einnehmen konnten, aber 748 von umaiyadischen Truppen niedergeworfen werden.
Nach der Etablierung der Ziyadiden, der ersten autonomen Dynastie im islamischen Jemen, im Jahr 819, entstand in ihrer Hauptstadt Zabid eine bedeutende Traditionsschule. Als ihr Begründer gilt Abū Qurra Mūsā b. Ṭāriq, der als Richter von Zabid und Verfasser eines Kitāb as-Sunan bekannt ist. In den folgenden Jahrhunderten entwickelte sich Zabid zu einem zentralen Ort sunnitischer Gelehrsamkeit im Jemen.

## Geschichte der verschiedenen islamischen Strömungen

### Die Zaiditen
Auch die zaiditischen Schiiten blieben weiter aktiv, 893 wurde ein zaiditisches Imamat in der jemenitischen Stadt Saʿda errichtet. Dieses Imamat hatte, mit kurzen Unterbrechungen, bis ins 20. Jahrhundert Bestand. Danach wurden viele Sāda (Nachfahren des Propheten) enteignet und verfolgt, was die politische und gesellschaftliche Struktur des Jemen grundlegend veränderte. Im Jemen hat sich die Zaidīya als eigene schiitische Lehrrichtung auch bis heute erhalten. In der Theologie orientierten sich die Zaiditen durchgehend an dem Rationalismus der Muʿtazila. Die Theologie der Muʿtazila war im frühen Islam verbreitet, geriet später aber in Verruf. Im 12. Jahrhundert gelangten viele mutazilitische Werke aus der kaspischen Zaiditengemeinde in den Jemen, wo sie erhalten blieben, auch nachdem diese Gemeinde im 16. Jahrhundert unterging.

### Die Ismailiten
Während die Zaiditen lokale Herrschaften begründeten und sich in ihren theologischen Grundlagen festigten, entstand parallel eine andere Bewegung, die ebenfalls großen Einfluss auf die islamische Welt ausübte: die ismailitische Daʿwa. Im Jahr 881 entsandte die Bewegung zwei Dāʿīs, Ibn Hauschab und ʿAlī ibn al-Fadl, in den Jemen, wo sie eine Burgruine zur Dār al-Hidschra („Stätte der Auswanderung“) ausbauten und offen zur Gefolgschaft des erwarteten Mahdī aufriefen. Innerhalb weniger Jahrzehnte (875–900) spann die ismailitische Daʿwa ein Netzwerk von Gemeinden, das von Nordafrika bis Südasien reichte und den gesamten islamischen Raum erfasste. Nach dem Tod der ismailitischen Missionare Ibn Hausab und Ali b. al-Fadl brach deren Bewegung zusammen, und ihre Anhänger wurden weitgehend ausgelöscht.

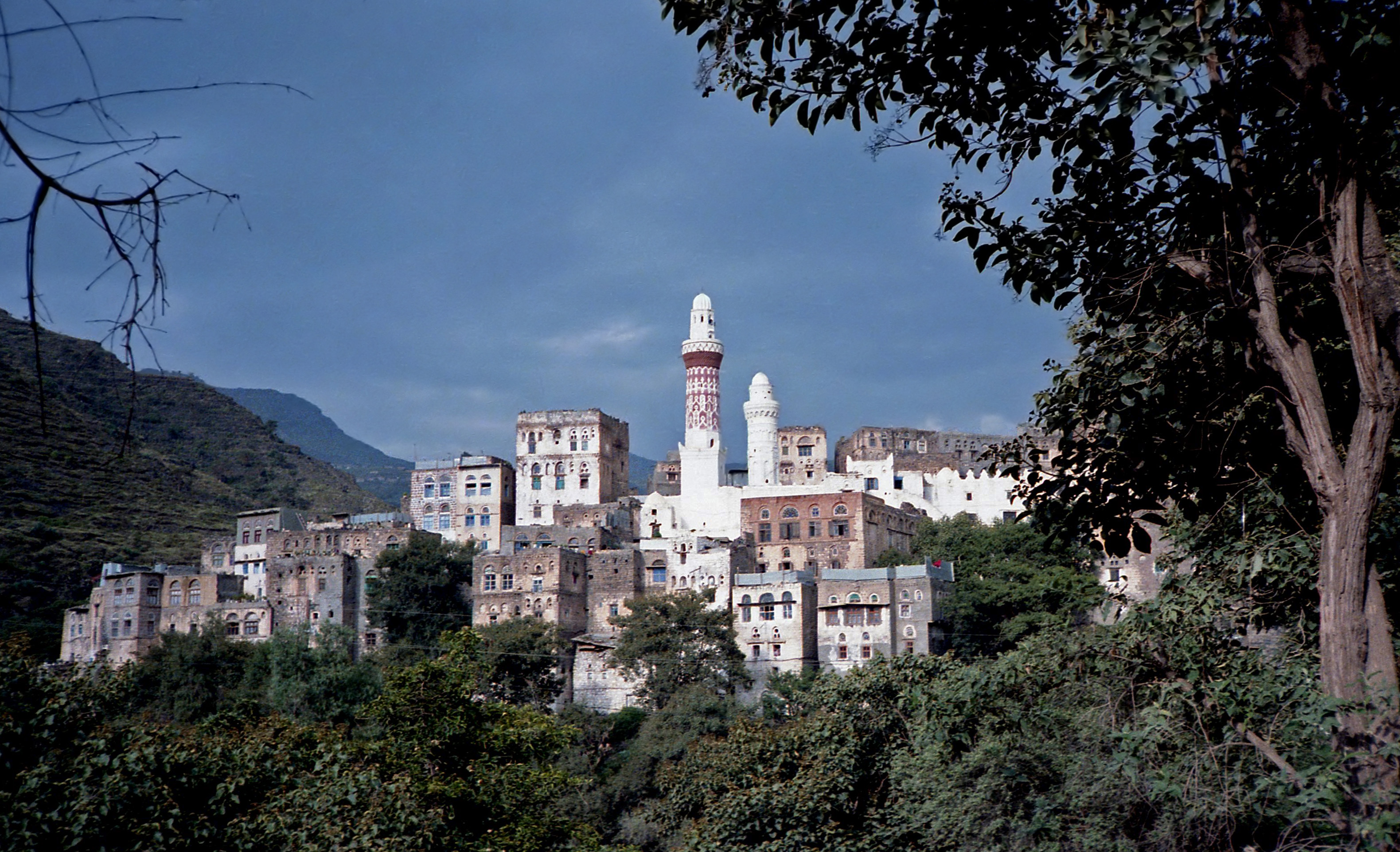
Dschibla, die Hauptstadt der sulaihidischen Königin ʿArwa im Jemen

Anschließend ergriffen im Jemen verschiedene fatimidische Aliden die Macht und vertrieben die abbasidischen Gouverneure aus ihren Positionen. Abū Saʿīd al-Dschannābī in Ostarabien und ʿAlī ibn al-Fadl im Jemen fielen mit ihren Gemeinden von dem „Betrüger“ in Salamya ab. Ihren größten Erfolg errang die fatimidische Daʿwa im Jemen, wo 1047 der Dāʿī ʿAlī as-Sulaihī eine neue den Fatimiden gegenüber loyale ismailitische Dynastie begründete und Sanʿāʾ sowie Aden in seine Gewalt brachte. Die jemenitischen Muslime erkannten den Fatimidenkalifen al-Mustaʿlī und seinen Sohn und Nachfolger al-Āmir als Imame an, sie werden Mustaʿlīten genannt. Doch die sulaihidische Königin ʿArwa (reg. 1086–1138) nutzte die Gelegenheit, die fatimidische Oberhoheit abzuschütteln, denn sie erkannte den zum Nachfolger erhobenen Vetter des Ermordeten nicht an. Später blieb die Taiyibīya die vorherrschende Form der Ismāʿīlīya im Jemen.

### Die sunnitischen Rechts- und Theologenschulen
Muhammad b. Idris as-Safiʿi (gest. 820), Gründer der sunnitischen Rechtsschule, hielt sich zwar eine Zeit lang im Jemen auf, entwickelte jedoch seine Lehre erst später. Seine Schule fand im Jemen anfangs nur begrenzt Anerkennung. Der um 988 schreibende Geograph al-Maqdisī bezeichnet die hanafitische Rechtsschule als vorherrschend unter den jemenitischen Sunniten und berichtet, dass auch die Rechtsschulen von Mālik ibn Anas, Sufyān ath-Thaurī dort Anhänger hatten. Ab dem 11. Jahrhundert wurde die schāfiitische Rechtsschule vorherrschend. In Zabid und der Tihama setzte sich die schāfiitische Lehre allerdings nur sehr langsam gegen die früher vorherrschende hanafitische Schule durch. Nach dem Ende der Rasulidenzeit wurde die hanafitische Rechtsschule fast vollständig verdrängt. Auch die Herrschaft der osmanischen Türken, die die hanafitische Rechtsschule förderten, konnte daran nichts mehr verändern.
Theologisch waren die jemenitischen Schāfiiten konservativ. Besonders die Aschʿarīya wurde abgelehnt, da sie die Koranrezitation als erschaffen ansah.

### Der Sufismus
Im rasulidischen Jemen erhielt der Sufi Ahmad ibn ʿAlwān (gest. 1266) herrscherliche Förderung. Im sunnitischen Jemen waren ab dem 14. Jahrhundert Sufiorden weit verbreitet. Der Qādirīya-Orden war in drei Zweigen, der Zailaʿīya, der Yāfiʿīya und der ʿUrābīya, vertreten. Daneben gab es Niederlassungen der Schādhilīya, der Ibrāhīmīya, der Badawīya und der Naqschbandīya. Später brachten die Osmanen den Orden der Chalwatīya in den Jemen.
Im Hadramaut entstand ab dem 13. Jahrhundert die Tarīqa ʿAlawīya. Sie ist heute über den gesamten Indischen Ozean verbreitet. In diesem Orden wird Abū Bakr ibn Sālim besonders verehrt. Ein weiterer heiliger Ort, der von den Anhängern dieses Ordens viel besucht wird, ist das angebliche Grab des Propheten Hūd östlich von Tarim. al-Habib Omar bin Mohammed bin Salim bin Hafiz, ein führender Vertreter der Tarīqa ʿAlawīya hat 1993 in Tarim das Bildungsinstitut Dar al-Mustafa gegründet, das von muslimischen Studierenden aus vielen Ländern besucht wird.

## Entwicklung des Islams im Jemen ab der Neuzeit
Ende des 16. Jahrhunderts erreichte das Osmanische Reich seinen militärischen Höhepunkt und umfasste zu dieser Zeit unter anderem auch den Jemen.
Der jemenitische Gelehrte asch-Schaukānī, der von 1795 bis 1834 oberster Qādī im zaiditischen Imamat war, nahm eine kritische Haltung gegenüber den islamischen Rechtsschulen ein und versuchte einen Ausgleich zwischen Sunniten und Zaiditen herzustellen. Seine rechtlichen und ausbilungsbezogenen Methodologien haben das zaiditische jemenitische Milieu in unwiderruflicher Weise verändert und haben ein Wiedererstarken der zaiditischen Traditionalisten verhindert. Dieser Einfluss war umso nachhaltiger, als seine Schüler in der turbulenten Zeit nach seinem Tod wichtige politische Funktionen einnahmen.
Die Osmanen, die 1869 den Jemen einnahmen, versuchten rechtliche Reformen im Jemen einzuführen, die mit den Tanzimat und der Mecelle verbunden waren. Diese wurde von den Mitgliedern der gelehrten Elite begrüßt, scheiterten jedoch, weil sie von der lokalen Bevölkerung nicht akzeptiert wurden.
Nach dem Abzug der Osmanen 1918 besetzten die indirekten Schüler asch-Schaukānīs weiter wichtige Positionen in den Imamat von Yahya Muhammad Hamid ad-Din, das später als Mutawakkilitisches Königreich bezeichnet wurde. Sie spielten eine wichtige Rolle bei der Entwicklung des jemenitischen Nationalismus. 1962 wurde im Jemen durch einen Militärputsch der herrschende zaiditische Imam gestürzt, und anschließend brach dort ein Bürgerkrieg zwischen Republikanern und Anhängern der Monarchie aus. Asch-Schaukānīs Erbe wurde ab dieser Zeit noch größer, weil die Vertreter der Republik immer wieder auf seine Werke und sein Andenken verwiesen, um die Legitimität des zaidtischen Imamats der Vergangenheit zu interminieren. In Texten aus der Republik-Zeit wird er präsentiert als ein vorbildlicher Rechtsgelehrter, der eine moderate Version des Islams propergierte, die mit der Staatsideologie der Republik übereinstimmte.
Im 20. Jahrhundert wurden aber die Zaiditen zunehmend von Wahhabiten unter Druck gesetzt, die vom saudischen Einfluss gestärkt wurden. Sie versuchten, ihre Interpretation des Islam durch Bildung und Wohlfahrtseinrichtungen zu verbreiten, was zu Spannungen führte.

### Die Muslimbruderschaft und al-Islah
Die Muslimbruderschaft knüpfte ihre erste Verbindung zum Jemen im Jahr 1929, als ihr Gründer Hasan al-Bannā erstmals Kontakt mit jemenitischen Vertretern aufnahm. Ein bedeutender Verbindungskanal zwischen der Muslimbruderschaft und dem Jemen waren jemenitische Studenten, die zum Studium an die al-Azhar-Universität nach Kairo kamen. Ein entscheidender Wendepunkt in dieser Beziehung war das Zusammentreffen der beiden Jemeniten Ahmad an-Nuʿmān und Muhammad az-Zubairī mit Hasan al-Bannā, die durch ihre regelmäßigen Besuche im Hauptquartier der Bruderschaft vertieft wurde.
Am 28. September 1940 rief az-Zubairī gemeinsam mit Gleichgesinnten die erste organisierte Oppositionsbewegung gegen die Herrschaft von Imam Yaḥyā ins Leben. Ursprünglich als „Brigade der jemenitischen Jugend“ bekannt, wurde sie später in „Jugend zur Förderung des Guten und zur Verhinderung des Schlechten“ umbenannt. Dennoch wurde die Bewegung ab Anfang 1943 unterdrückt und konnte sich nicht weiter entfalten. Hasan al-Bannā und al-Fudail al-Wartilānī planten zusammen mit Muhammad al-Badr, al-Wartilānīs in den Jemen zu schicken, um dort ein Handelsunternehmen zu gründen. Dieses Unternehmen war jedoch eine Tarnung für Aktivitäten der Muslimbruderschaft. Nebenbei knüpfte er politische Kontakte und plante eine Revolution gegen Imam Yaḥyā. Im September 1947 unterzeichneten verschiedene Oppositionsgruppen den „Heiligen Nationalpakt“ und einigten sich auf die Ermordung des Imams, die Einsetzung von Sayf Abdallah ibn Ahmad al-Wazir als Herrscher und die Schaffung einer Verfassung.
Offiziell wurde der jemenitische Zweig der Muslimbruderschaft erst Anfang der 1970er Jahre gegründet. Er wurde zu dieser Zeit von Yāsīn ʿAbd al-ʿAzīz al-Qubatī und ʿAbd al-Madschīd az-Zindānī geleitet.  Als Ali Abdullah Salih 1978 die Macht übernahm, ging er eine strategische Allianz mit der Muslimbruderschaft ein, um die marxistischen Kräfte aus dem Süden zu bekämpfen. In den folgenden Jahren wuchs der Einfluss der Muslimbrüder im Jemen, doch ihre Zusammenarbeit mit Ali Abdullah Salih wurde immer schwieriger. Mit der Vereinigung des Jemen im Jahr 1990 und einer darauf folgenden Änderung des Parteienrechts wurde die Muslimbruderschaft mit der Jemenitischen Kongregation für Reform fusioniert.

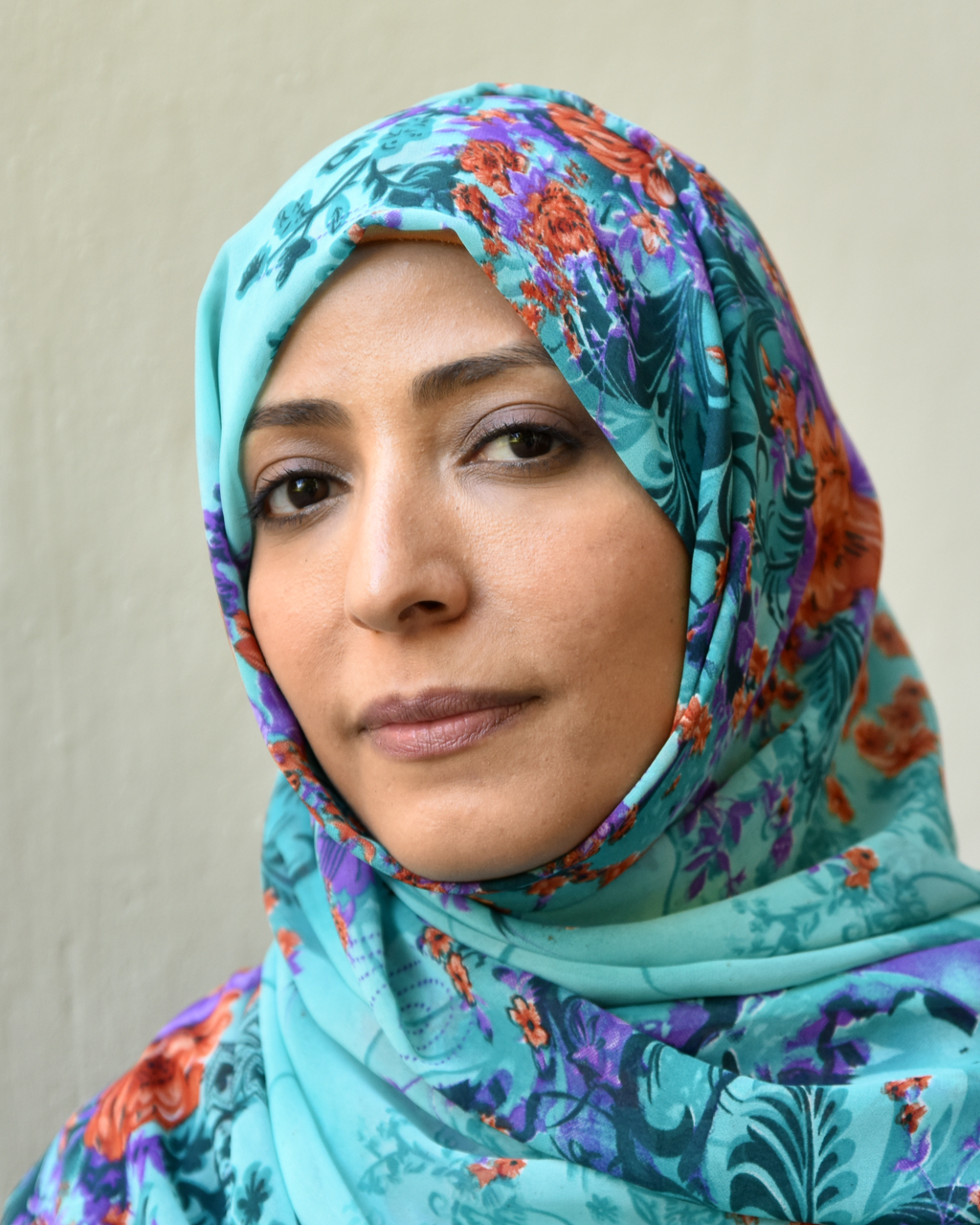
Tawakkol Karman (2019)

Ideologisch bleibt al-Islah widersprüchlich, denn sie benennen einerseits konservative Islamisten wie ʿAbd al-Madschīd az-Zindānī, der von den USA als Terrorunterstützer eingestuft wurde und andererseits die Menschenrechtsaktivistin und Friedensnobelpreisträgerin Tawakkol Karman zu ihren führenden Persönlichkeiten. Die Gegensätze innerhalb von al-Islah entstehen durch die unterschiedliche Zusammensetzung der Partei. Neben der Muslimbruderschaft gibt es heute mindestens zwei weitere Flügel – einen tribalen und einen salafistischen.
Zu Beginn von al-Islahs Existenz spielten die ʿUlamā' eine zentrale Rolle, doch ihr Einfluss schwächte sich zunehmend zugunsten von Laienmitgliedern, die als liberaler und pluralistischer gelten. Dies zeigt sich nicht nur in ihrer Dominanz in den Führungsgremien, sondern auch in den programmatischen Veränderungen der Partei. Nach der Vereinigung des Jemen fokussierte sich al-Islah auf Reformen im Justiz- und Bildungsbereich. Besonders bemerkenswert ist die Gründung der „wissenschaftlichen Institute“ (maʿāhid ʿilmiyya), die unter der Leitung von ʿUlamā' ins Leben gerufen wurden. Diese halböffentlichen Bildungseinrichtungen wurden zunächst unabhängig betrieben und erst 2002 ins staatliche Bildungssystem integriert. Ein bedeutender politischer Erfolg war die Änderung der Verfassung 1994, durch die die Scharia nicht nur als „wesentliche“, sondern als die „einzige“ Quelle der Gesetzgebung festgelegt wurde.
Mit der Zeit wurde die Ablehnung der salafistischen ʿUlamā' innerhalb von al-Islah immer deutlicher. Ein bedeutendes Beispiel für die wachsende Entfremdung zwischen ihnen und der Muslimbruderschaft ist Tawakkul Karman. Schon vor dem jemenitischen Aufstand 2011 war Karman, Mitglied des Schura-Rates von al-Islah, eine scharfe Kritikerin ihrer Partei. Sie kritisierte vor allem deren versöhnliche Haltung gegenüber dem Regime und den Mangel an innerparteilicher Demokratie. Ein Streitpunkt betrifft die Praxis des Takfīr. Ein weiterer Streitpunkt betrifft die Frauenbeteiligung und Frauenrechte. Dabei ist die Förderung von Frauen innerhalb der Partei vor allem auch eine strategische Entscheidung, um die Partei zu stärken. Besonders ablehnend gegenüber der Frauenbeteiligung sind die Stammesvertreter und ʿUlamā', deren Haltung in vielen Fällen parteiübergreifend ist.

### Die Salafi-Bewegung

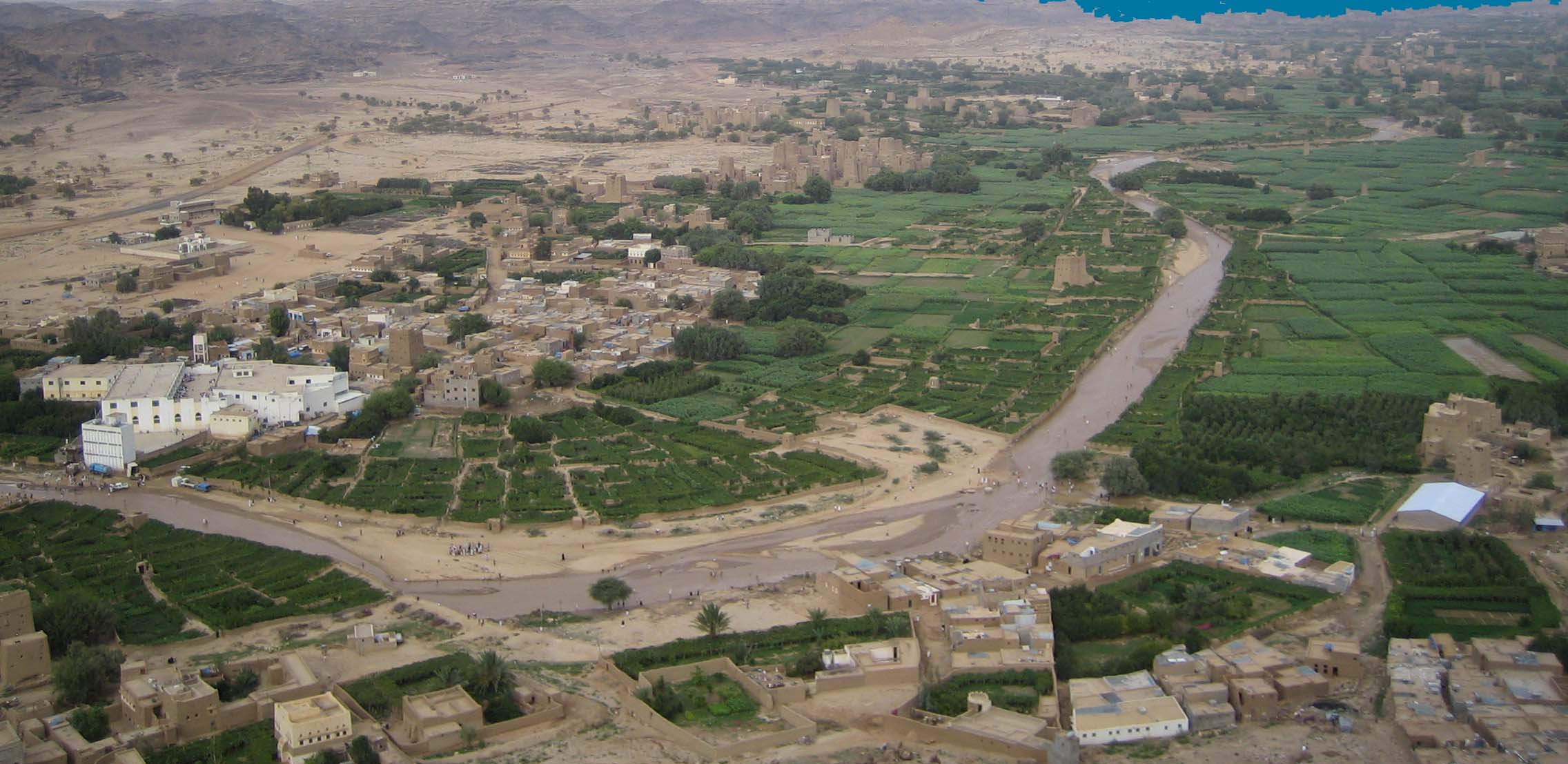
Das Dar-al-Hadith-Institut (links) in Dammadsch

Die Salafi-Bewegung im Jemen wurde in den 1980er-Jahren von Muqbil ibn Hādi al-Wādiʿī gegründet, der das Dar-al-Hadith-Institut in Dammadsch, im nordwestlichen Jemen, ins Leben rief. Geprägt von al-Wādiʿīs Erfahrungen in Saudi-Arabien und einer stark transnationalen Ausrichtung, zeichnet sich die Bewegung durch eine strikte Abgrenzung zur Gesellschaft sowie eine radikale Rückbesinnung auf die Hadithe und den Koran aus. Im Jemen wurde ihre Entwicklung durch markante Praktiken sichtbar, darunter spezifische Kleidungsvorschriften und soziolinguistische Gewohnheiten. Die Salafis im Jemen lehnen gesellschaftliche Ereignisse, Parteipolitik und Demokratie vollständig ab und vertreten eine quietistische Haltung, die politischen Aktivismus strikt ablehnt. Stattdessen propagiert die Bewegung Geduld gegenüber korrupten Regierungen und betont die Rolle der Gelehrten als Berater, ohne dass diese aktiv politisch eingreifen sollen. Dieses apolitische Ideal bleibt auch nach al-Wādiʿīs Tod ein zentraler Bestandteil der Bewegung. Es wird durch ein Netzwerk von Institutionen, Moscheen und Buchläden aufrechterhalten, die in den meisten Regionen des Jemen präsent sind. Zu den wichtigsten Führungsfiguren zählen Muhammad al-Imām in Maʿbar und Yahyā al-Hadschūrī in Dammadsch.
Im Mittelpunkt der salafistischen Lehre steht das Studium der Hadithe mit dem Ziel, islamische Prinzipien wortwörtlich und universell anzuwenden, unabhängig von Zeit und Kontext. Staatliche Strukturen werden als zweitrangig betrachtet; stattdessen wird der Einfluss religiöser Institutionen und Moscheen priorisiert. Dadurch steht die Bewegung in einem Spannungsverhältnis zu anderen religiösen Gruppen. In weniger als drei Jahrzehnten hat sich die Salafi-Bewegung als bedeutende religiöse Identität im Jemen etabliert, die in der Region mit anderen Strömungen wie den Sufis, den Zaydis und den Muslimbrüdern konkurriert.

### Die Huthi-Bewegung
Die Huthi-Bewegung hat zwar einen zaiditischen Hintergrund, doch stellt sie einen radikalen Bruch mit der zaiditischen Tradition und den etablierten Lehren der islamischen Theologie und des Rechts dar. Ihre Ideologie lehnt traditionelle religiöse Interpretationen ab und verfolgt eine politisierte, vereinfachte Version der islamischen Lehren. Ein Beispiel dafür ist ihr Slogan: „Gott ist der Größte; Tod Amerika; Tod Israel; Verflucht seien die Juden; Sieg dem Islam“. Die Huthis stützen ihre Ansichten auf die Lehren von Sayyid Ḥusayn b. Badr al-Dīn al-Hūthī, deren Aufzeichnungen in einer PDF-Datei mit dem Titel Malāzim gesammelt sind – ein wichtiges Dokument für die Bewegung. Ḥusayn al-Hūthī hatte eine traditionelle zaiditische Ausbildung und war der Sohn des bedeutenden Gelehrten Sayyid Badr al-Dīn al-Hūthī. Seine in den Malāzim formulierten Ansichten widersprechen teils der traditionellen islamischen Lehre, und er war bekannt für seine anti-traditionalistischen Ideen. Diese Lehren wurden in einer kurzen Zeitspanne von etwa zwei Jahren (2002–2004) entwickelt und hauptsächlich durch mündliche Vorträge sowie Video- und Audioaufnahmen verbreitet. Der politische Kontext, in dem Ḥusayn al-Hūthī seine Ansichten entwickelte, war von autoritärer Herrschaft und Korruption unter Präsident ʿAlī ʿAbdullāh Ṣāliḥ geprägt. Ḥusayn al-Hūthī war sich der schwierigen politischen Lage im Jemen und der weiteren islamischen Welt bewusst. In seinen Vorträgen äußerte er seine Frustration über die Missstände und die Lage der Zaiditen, die er als politisch schwach und wirtschaftlich rückständig beschrieb.
Um seine politische und religiöse Führungsrolle zu stärken, entschloss sich Ḥusayn al-Hūthī, ein Master-Studium im Sudan zu absolvieren. In den 1990er Jahren war der Sudan ein Zentrum islamistischer Aktivitäten, und Ḥusayn al-Hūthī kam mit verschiedenen revolutionären islamistischen Ideologien in Kontakt. Die Ideen von Ḥasan al-Turābī und der Muslimbruderschaft sowie die islamistischen Strömungen, die er im Sudan kennenlernte, prägten seine Idee der Auslebung des Islams. Außerdem war er durch die Ideologien von Āyatollāh Ḫomeinī, einem schiitischer iranischer Geistlichen und Politiker, beeinflusst. Insbesondere dessen Ablehnung des Westens beeindruckte Ḥusayn al-Hūthī. Er war auch mit den Ideen der globalen dschihadistischen Bewegung, wie al-Qāʿida, vertraut.
Der 11. September 2001, der als Angriff auf den Islam wahrgenommen wurde, war ein Wendepunkt für Ḥusayn al-Hūthī, der die weltpolitische Situation als Krieg der Ungläubigen gegen den Islam darstellte. Er nutzte die Kritik an der jemenitischen Regierung, die sich mit den USA verbündete, um seinen Widerstand zu rechtfertigen. Seine Ideologie, die komplex und revolutionär war, zog viele Jemeniten an.
Die zentrale Idee in Ḥusayn al-Hūthīs Lehren ist die Führung durch den Koran, der als einziges Mittel zur Reform der muslimischen Gemeinschaft dient. Eine weitere zentrale Idee ist die Führungsrolle der Familie des Propheten, die die Gemeinschaft im Verständnis des Korans anleiten soll. Das Konzept des „aʿlām al-hudā“ (Führer der Rechtleitung) stellt einen göttlich inspirierten Führungsansatz dar und zielt darauf ab, das individuelle und gesellschaftliche Bewusstsein zu transformieren und ethische Führung zu fördern.  Praktisch manifestiert sich dieses Konzept in Abd al-Malik al-Huthi, dem aktuellen Führer der Bewegung.
Die Huthis gewannen im Laufe der Zeit zunehmend an Einfluss. 2014 übernahmen sie die Kontrolle über die Hauptstadt Sanʿāʾ und zwangen die Regierung von Abed Rabbo Mansur Hadi zur Flucht. Saudi-Arabien führte eine von sunnitischen Ländern unterstützte Koalition an, um die Huthis zu bekämpfen und die Regierung wieder einzusetzen. Ab 2015 verschärfte dieser Bürgerkrieg die religiösen Spannungen zwischen Sunniten und Schiiten. Die Rivalität zwischen Saudi-Arabien (sunnitisch) und dem Iran (schiitisch) wurde auf jemenitischem Boden ausgetragen. Viele Jemeniten flohen ins Ausland, was zu einer Verbreitung jemenitischer islamischer Traditionen in der Diaspora führte.

### Religiös-politischen Spannungen im Jemen seit 2001
Kurz nach den Anschlägen des 11. Septembers 2001 wurde eine Deklaration abgegeben, die auch von der jemenitischen Islāh-Partei unterzeichnet wurde. Zudem nutzte eine Gruppierung, die AQAP, die ihr Zentrum 2009 in den Jemen verlegte, die Situation und rief Ende März 2011 im Gouvernement ein Islamisches Emirat aus. Inspiriert von den Protesten in der arabischen Welt forderte die jemenitische Bevölkerung im Jahr 2011 den Rücktritt von Präsident Ali Abdullah Salih, der das Land seit 1978 regierte. Die Proteste hatten eine überwiegend säkulare Natur, doch religiöse Gruppierungen wie die Huthis und die sunnitische al-Islah-Partei spielten eine bedeutende Rolle.
Im Jahr 2024 eskalierten die Spannungen durch gegenseitige Angriffe zwischen Israel und der Huthi-Miliz im Jemen erheblich (Welt, 2024, bpb, 2024). Friedensverhandlungen werden durch religiöse Polarisierung erschwert.